# Pure Pinball
Pure Pinball es un videojuego de simulación de Pinball desarrollado por Iridon Interactivo (ahora Legendo Entertainment) y publicado en EE. UU. por Simon & Schuster para  Windows y por XS Juegos para  Xbox, el 28 de mayo de 2003 y el 5 de agosto de 2004, respectivamente. El juego fue publicado en Europa por Iridon Interactivo y distribuido por Koch Media en Alemania.

## Jugabilidad
Pure Pinball presenta tres mesas de Pinball con diferentes temáticas (Trenes, Carreras y Guerra), cada cual incluyendo varios flippers y modos de juego especiales. La versión de Xbox incluye una cuarta temática basada en el espacio.  El juego también emula controles de flipper reales haciendo uso de un physics engine que calcula el movimiento de la pelota  más de 1500 veces por segundo.